# Paul Haehling von Lanzenauer (General, 1896)
Paul Alois Oktavian Hubertus Maria Haehling von Lanzenauer (* 28. Februar 1896 in Charlottenburg; † 8. Februar 1943 in Schömberg) war ein deutscher Generalmajor im Zweiten Weltkrieg.

## Leben

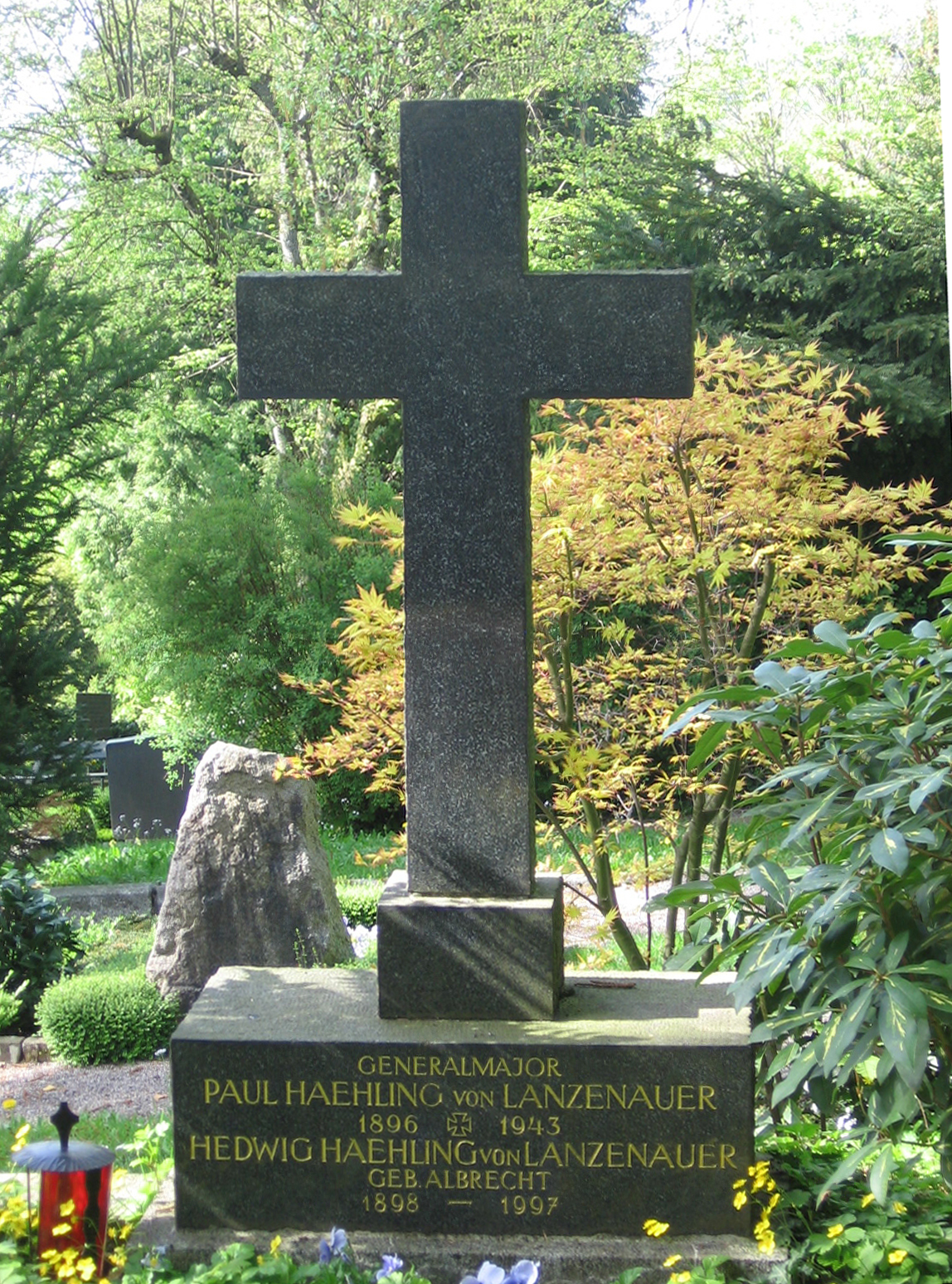
Das Grab von Haehling von Lanzenauer (1896–1943) in Baden-Baden

Paul entstammte der Adelsfamilie Haehling von Lanzenauer. Er war der Sohn des gleichnamigen preußischen Generalmajors Paul Haehling von Lanzenauer (1865–1930) und dessen Ehefrau Maria, geborene Otto (1867–1920).
Haehling von Lanzenauer trat während des Ersten Weltkriegs am 15. September 1915 als Fahnenjunker in das 1. Badische Leib-Grenadier-Regiment Nr. 109 ein. Er absolvierte von Mitte November 1915 bis Ende Januar 1916 einen Fahnenjunker-Kursus in Döberitz und wurde Mitte Oktober 1916 dem Regiment an der Westfront überwiesen. Am 27. Januar 1917 avancierte er zum Leutnant und war ab Mitte Oktober 1917 als Ordonnanzoffizier beim Stab der 87. Infanterie-Brigade. Für sein Wirken erhielt er beide Klassen des Eisernen Kreuzes, das Ritterkreuz II. Klasse des Ordens vom Zähringer Löwen sowie das Verwundetenabzeichen.
Nach Kriegsende war Haehling von Lanzenauer vom 1. Dezember 1918 bis zum 11. Januar 1919 beim Grenzschutz Ost und wurde anschließend zu seinem Stammregiment zurückversetzt. Unter Verleihung des Charakters als Oberleutnant wurde er zum 9. Februar 1920 aus dem Militärdienst verabschiedet und trat daraufhin am 14. Februar 1920 als Polizeioffizier in die Badische Sicherheitspolizei in Karlsruhe ein. Bis Juli 1924 stieg er zum (Polizei-)Hauptmann im Badischen Innenministerium auf und war Adjutant des Polizeichefs Erich Blankenhorn.
Am 15. Oktober 1935 wurde Haehling von Lanzenauer als Hauptmann mit Rangdienstalter vom 1. Februar 1933 in das Heer der Wehrmacht übernommen und als Kompaniechef im Infanterie-Regiment 13 verwendet. Er stieg Anfang Oktober 1936 zum Major auf und wurde ein Jahr später zum Stab des Infanterie-Regiments 109 versetzt. Daran schloss sich am 1. August 1938 seine Versetzung in das Infanterie-Regiment 111 an. Dort war Haehling von Lanzenauer zunächst Kommandeur des II. Bataillons und nach dem Beginn des Zweiten Weltkriegs 1940 Kommandeur des I. Bataillons. Als Oberstleutnant wurde er am 28. November 1940 Kommandeur der Lehr-Regiments Brandenburg, stieg in dieser Eigenschaft am 1. März 1942 zum Oberst auf und erhielt das Kommandeurkreuz des Ordens der Krone von Rumänien mit Schwertern. Zwei Wochen vor seinem 47. Geburtstag, am 8. Februar 1943, starb er durch Krankheit in einem Lazarett in Schömberg. Nachträglich wurde Haehling von Lanzenauer am 20. April 1943 mit Rangdienstalter vom 1. Februar 1943 zum Generalmajor befördert.
Sein Nachlass besteht aus persönlichen Unterlagen insbesondere zur militärischen Laufbahn nebst Nekrolog und befindet sich zum einen Teil in Freiburg im Breisgau im Militärarchiv, einer Außenstelle des Bundesarchivs.
Haehling von Lanzenauer hatte 1922 Hedwig Albrecht (1898–1997) geheiratet. Aus der Ehe gingen vier Kinder hervor, darunter der Jurist und Autor Reiner Haehling von Lanzenauer.

## Archivalien
- Bundesarchiv MSG 2/13998 und MSG 2/13999: Generalmajor Paul Haehling von Lanzenauer: Personalpapiere (Kopien): Bd. 1: 1896–1943.
- Bundesarchiv MSG 2/14001: Generalmajor Paul Haehling von Lanzenauer: 2 Bilderbücher vom Stab/Lehr-Regiment Brandenburg z. b. V. 800 (handgemalt)